# Rewolucyjny Front na rzecz Niepodległości Timoru Wschodniego
Rewolucyjny Front na rzecz Niepodległości Timoru Wschodniego (port. Frente Revolucionária de Timor-Leste Independente, FReTiLIn) – lewicowa partia polityczna Timoru Wschodniego. Założona jako ruch wyzwoleńczy spod panowania portugalskiego, a następnie indonezyjskiego.
Ugrupowanie zostało założone w 1974 roku przez Francisco Xavier do Amarala jako Socjaldemokratyczne Stowarzyszenie Timoru Wschodniego (nazwę FRETILIN partia przyjęła po rozpoczęciu okupacji indonezyjskiej). FRETILIN stanowił centralny ośrodek ruchu oporu wobec administracji portugalskiej, a następnie indonezyjskiej. Grupa miała charakter antykolonialny, nacjonalistyczny i socjalistyczny a jej podstawowym postulatem było natychmiastowe zerwanie ze zwierzchnictwem europejskim. 
Po sukcesie rewolucji goździków w Portugalii i wycofaniu się wojsk kolonialnych, w sierpniu 1975 roku odbył się zamach stanu zorganizowany przez Timorską Unię Demokratyczną. Siły wierne Unii Demokratycznej na krótko zajęły stolicę kraju Dili. Timorska Unia Demokratyczna stanowiąca ugrupowanie proportugalskie i reprezentujące interesy elit nie było pozytywnie nastawione do lewicowych haseł FRETILIN, a do organizacji zamachu została zachęcona przez doradców indonezyjskich (według których timorska lewica miała komunistyczny charakter). FRETILIN w proteście zorganizował własne siły paramilitarne które w szybkim czasie pokonały siły Unii Demokratycznej. Wciąż istniejąca na wyspie administracja portugalska pozostała bierna wobec trwającego konfliktu. FRETILIN zachęcony zwycięstwem w krótkotrwałej (dwumiesięcznej) wojnie domowej jeszcze 28 listopada proklamował niepodległość Timoru Wschodniego. 
7 grudnia 1975 roku Timor Wschodni został zaatakowany, a następnie 17 czerwca 1976 roku anektowany przez sąsiednią Indonezję. Ruch podjął się walki partyzanckiej przeciw okupantom a jego zbrojnym ramieniem stały się Siły Zbrojne Wyzwolenia Narodowego Timoru Wschodniego. Aneksja kraju spowodowała radykalizację FRENTILIN-u i przyjęcie w 1977 roku rewolucyjnego marksizmu jako doktryny partii. W 1978 lider partii Nicolau dos Reis Lobato został zamordowany przez indonezyjskich żołnierzy. Po tym wydarzeniu nowym przywódcą partii został wybrany Xanana Gusmão, który od 1981 roku sprawował również funkcję lidera zbrojnego skrzydła partii. Xanana Gusmãow w 1992 roku został schwytany przez siły indonezyjskie. FRENTILIN oprócz walki zbrojnej prowadził kampanię dyplomatyczną na rzecz niepodległości Timoru. W kampanię szczególnie zaangażowany był José Ramos-Horta pełniący rolę rzecznika ruchu oporu w latach 1975-1999. Za swoje starania Ramos-Horta w 1996 został laureatem pokojowej Nagrody Nobla. W 2000 roku Xanana Gusmão zrezygnował z dowództwa nad zbrojnym ramieniem partii i przekazał je Taur Matan Ruaka.

## Wyniki w wyborach
Po uzyskaniu niepodległości partia w wyborach w 2001 roku uzyskała ponad 57,4 procent poparcia i 55 miejsc (na 88) w parlamencie. W wyborach prezydenckich w 2002 zwyciężył z kolei wieloletni lider partii Xanana Gusmão (który opuścił niedawno indonezyjskie więzienie). Od 2007 roku zauważalny jest widoczny spadek wpływów partii. W 2007 roku uzyskała 29 procent głosów, tracąc poparcie na rzecz mniejszych lewicowych partii politycznych, ugrupowanie współtworzyło jednak koalicyjny rząd jedności narodowej w którym to stanowisko premiera przypadło mniejszemu Narodowemu Kongresowi na rzecz Odbudowy Timoru. Po wyborach prezydenckich z 2012 roku partia straciła z kolei swojego prezydenta (którym od wyborów w 2007 roku był Ramos Horta). 
W 2015 roku przedstawiciel FRENTILIN ponownie objął stanowisko premiera. Nowym premierem został Rui Maria de Araújo sprawujący urząd w oparciu o rząd koalicyjny. Obecnym przewodniczącym partii jest Francisco Guterres. 
| Wybory | Poparcie | Zmiana punktów procentowych | Mandaty | Zmiana |
| ------ | -------- | --------------------------- | ------- | ------ |
| 2001   | 55,73%   | -                           | 55      | -      |
| 2007   | 29,2%    | 26,53                       | 21      | 34     |
| 2012   | 29,87%   | 0,67                        | 25      | 4      |
| 2017   | 29,7%    | 0,17                        | 23      | 2      |
| 2018   | 34,2%    | 4,5                         | 23      | -      |
| 2023   | 25,75%   | 8,45                        | 19      | 4      |